# Onitis aeruginosus
Onitis aeruginosus là một loài bọ cánh cứng trong họ Bọ hung (Scarabaeidae).